# Giuseppe Tranquillino Minerva
Giuseppe Tranquillino Minerva (Altamura, 20 ottobre 1977) è un compositore e cantautore italiano.

## Biografia
Nato ad Altamura (BA), studia inizialmente da autodidatta chitarra e canto. Agli studi musicali affianca studi di regia e recitazione teatrale. Vive per due anni tra Dublino e New York dove si avvicina alla musica per il cinema. Nel 1998 si trasferisce a Bologna dove segue gli studi accademici e si diploma in canto. Continua i suoi studi a Modena in composizione, arrangiamento e produzione pop con Paolo Benvegnu, Francesco Magnelli, Cristiano Godano, Cristina Donà, Cesare Malfatti, Giorgio Canali, Stefano Bollani e altri.   
Prosegue i suoi studi accademici e si laurea e diploma al Conservatorio Giovanni Battista Marini di Bologna, con il massimo dei voti e con lode, in Composizione e Arrangiamento e Musica per Film studiando con il Maestro Aurelio Zarrelli, Celso Valli, Lelio Camilleri e molti altri. 
Approfondisce i suoi studi in musica per il cinema seguendo un Master di Alta Formazione per Sound Producer e Composizione Applicata alle Immagini con il Maestro Marco Biscarini e molti altri docenti del Conservatorio di Rovigo.
Nel 2007, prodotto da Gabriele Rustichelli per l'etichetta indipendente Zeta Factory , pubblica il  primo disco cantautorale con il suo progetto di Teatro Canzone cinematografica Misero Spettacolo  intitolato "Tutto è un'opinione".  Il disco, distribuito da Venus Distribuzione è accolto molto bene dalla critica e il tour live tocca città e paesi di tutta Italia con circa 250 date in due anni, vendendo più di dieci mila copie. Nel 2009 pubblica il secondo disco con lo stesso progetto Misero Spettacolo che si intitola "L'Inconcepibile".  disco è anticipato dal primo singolo e videoclip "La Maculata di Laura", scritto, diretto e prodotto dai Manetti Bros. Gli stessi registi commissionano una canzone originale per la serie tv "L'Ispettore Coliandro". La traccia intitolata "La druda e il Soldato" sarà cantata da Giuseppe Tranquillino Minerva e l'attrice Raffaella Rea, diventerà bonus track del disco e sarà presente insieme a tutta la band che avrà un ruolo nella puntata "Il sospetto" della terza stagione. Lo stesso Giuseppe Tranquillino Minerva rivestirà il ruolo di "Lupo" nella fiction. I due videoclip ed uno speciale sulla band Misero Spettacolo faranno parte dei contenuti speciali del cofanetto dvd della serie che verrà pubblicato qualche mese dopo la prima televisiva su Rai Due. 
Parallelamente all'attività discografica e live di cantautore con il progetto Misero Spettacolo, Giuseppe "Beppe" Tranquillino Minerva si dedicherà alla composizione di musiche per il cinema e la tv.
Tra i primi lavori emergerà il film documentario "Tonino Guerra: il poeta del cinema", scritto dallo stesso Tonino Guerra insieme al regista Nicola Tranquillino. Firmerà le musiche del film insieme al pluripremiato Andrea Guerra, figlio dello stesso poeta e sceneggiatore. 
Nel 2016 pubblicherà il terzo disco a nome Misero Spettacolo, intitolato "Porci, Pecore e Pirati",  patrocinato dalla fondazione Centro Studi Pier Paolo Pasolini della Cineteca di Bologna e diretta da Roberto Chiesi. 
Dal 2016 si intensifica la sua attività di compositore per il cinema e la televisione partecipando ai più ambiti festival del cinema internazionali come quelli di Berlino, Venezia, Roma, New York e moltissimi altri. 

## Filmografia

### Compositore

#### Cinema
- Tonino Guerra: il poeta del cinema, regia di Nicola Tranquillino - documentario (2007)
- Shift Freedom, regia di Nicola Tranquillino - cortometraggio (2006)
- Il fuoco di Paride, regia di Nicola Tranquillino - cortometraggio (2007)
- Sur le sky di Parigi, regia di Nicola Tranquillino - cortometraggio (2007)
- La grande bonifica, regia di Davide Labanti - cortometraggio (2008)
- Il ponte dei sospiri, regia di Nicola Tranquillino - cortometraggio (2008)
- Venezia, regia di Paolo Mancini - cortometraggio (2009)
- Come un poeta seduto in osteria, regia di Nadia Salatin - cortometraggio (2011)
- Forum delle risorse umane, regia di Davide Labanti - cortometraggio (2011)
- In un giorno come questo, regia di Gael Truc - cortometraggio (2012)
- Il confine, regia di Gianluca Zonta - cortometraggio (2012)
- Mia cantina, regia di Vincenzo Montanaro - cortometraggio (2012)
- Il prezzo da pagare, regia di Nadia Salatin - cortometraggio (2014)
- Un quarto alle otto, regia di Gianluca Zonta - cortometraggio (2015)
- È solo un nastro che gira, regia di Gianluca Zonta - cortometraggio (2017)
- L'incontro, regia di Michele Mellara e Alessandro Rossi - cortometraggio (2017)
- Unico Amore, regia di Armando Papò - cortometraggio (2017)
- Truth, regia di Renato Giugliano - cortometraggio (2018)
- Il mondiale in piazza, regia di Vito Palmieri - cortometraggio (2018)
- Manutencoop, una storia lunga 80 anni, regia di Michele Mellara e Alessandro Rossi (2018)
- Therapy, regia di Fabio Valle e Peter D'Angelo (2018)
- Alma, regia di Michelangelo Fornaro (2019)
- Pizza boy, regia di Gianluca Zonta - cortometraggio (2019)
- Uno dopo l'altro, regia di Valerio Gnesini - cortometraggio (2020)
- La guerra a Cuba, regia di Renato Giugliano (2020)
- Palazzo di giustizia, regia di Chiara Bellosi (2020)
- 50, Santarcangelo Festival, regia di Michele Mellara e Alessandro Rossi (2020)
- Riparazioni, regia di Vito Palmieri (2021)
- Diritto di voto, regia di Gianluca Zonta - cortometraggio (2021)
- Tu quoque, regia di Luca Fattori Giombi - cortometraggio (2022)
- Lonely Dolls, regia di Renato Giugliano (2022)
- Calcinculo, regia di Chiara Bellosi (2022)
- Green is the new red, regia di Anna Recalde Miranda (2024)
- Cat sitter, regia di Thomas Morelli - cortometraggio (2024)
- L'acquario, regia di Gianluca Zonta - cortometraggio (2024)
- Sommersi, regia di Gian Marco Pezzoli - cortometraggio (2024)
- La vita da grandi, regia di Greta Scarano (2025)

#### Televisione
- L'ispettore Coliandro, regia dei Manetti Bros. - canzone originale contenuti extra e puntata Il sospetto (2008)
- Zip Florida, regia di Paolo Pratesi (2010)
- Fifty Fifty Florida, regia di Paolo Pratesi (2010)
- Gommini (2011)
- Monsters (2012)
- Mini Poochie (2012)
- Community - serie TV (2013)
- Io credo che lassù - serie web (2015)
- Universitas Tenebrarum, regia di Michele Mellara e Alessandro Rossi - serie TV (2023)
- Wonder Women, regia di Carlotta Piccinini e Mario Piredda - serie TV (2023)
- Love Club, regia di Mario Piredda - serie TV (2023)

## Discografia (parziale)
- Tutto è un'opinione, Misero Spettacolo (2007)
- L'inconcepibile, Misero Spettacolo (2009)
- Primo Settembre di Noie, Misero Spettacolo (2010)
- Porci, Pecore e Pirati, Misero Spettacolo (2016)
- Stray Star, (2020)
- L'Attesa, (2020)
- Alma (2021)